# Max Neuenschwander
Max Neuenschwander (Langnau am Albis, 30 settembre 1902 – Zurigo, 3 gennaio 1973) è stato un calciatore svizzero, di ruolo centrocampista.

## Carriera

### Club
Ha giocato nella prima divisione svizzera.

### Nazionale
Ha collezionato 8 presenze con la propria nazionale.

## Palmarès

### Club

#### Competizioni nazionali
- Campionato svizzero: 2

Grasshoppers: 1926-1927, 1927-1928
- Coppa Svizzera: 2

Grasshoppers: 1925-1926, 1926-1927